# Atenuace
Atenuace (z lat. tenuis, slabý, tenký) je ve fyzice tlumení, zeslabování elektromagnetického nebo akustického vlnění při průchodu určitým materiálem. Může být způsobena jednak absorpcí (pohlcováním) vlnění, u nehomogenních materiálů také difrakcí (rozptylem). Závisí na vlastnostech materiálu, frekvenci vlnění a ovšem délce (dráze). Měří se obvykle v decibelech (dB), což je desetinásobek desítkového logaritmu poměru výkonu vstupního a výstupního signálu.
V telekomunikacích se atenuace (útlum) používá ve stejném významu jako ve fyzice pro útlum vedení, telekomunikačního kanálu, přenosové cesty nebo i volného prostoru. Vyjadřuje se v decibelech a je výchozím parametrem pro stanovení výkonu vysílače a citlivosti přijímače, případně pro rozhodnutí použít zesilovače. U prostředí, kde je útlum přímo úměrný vzdálenosti (např. pro koaxiální kabel nebo vlnovod), se používá měrný útlum, což je útlum vztažený na jednotku délky udávaný obvykle v decibelech na metr (dB/m) nebo v decibelech na kilometr (dB/km).
Atenuace světla při průchodu tekutinou se využívá k měření znečištění vody, při měření kvasných procesů v pivovarnictví a podobně. Rozdílná atenuace Rentgenova záření v různých druzích tělesných tkání se využívá při rentgenové diagnostice v lékařství (rentgenologie).
Speciální zařízení na přesné nebo regulovatelné zeslabení signálu, zejména ve vysokofrekvenční technice, se nazývá atenuátor.
Atenuátor je také zařízení, které v oblasti kytarových zesilovačů slouží ke snížení hlasitosti. Některé kytarové zesilovače produkují kvalitní "kytarový zvuk" jen při vysokém vybuzení a tím pádem vysoké hlasitosti. Atenuátor se zapojí mezi zesilovač a reprobox a je schopný přeměnit až 90 procent výkonu v teplo. Zesilovač produkuje požadovaný zvuk, protože je dostatečně vybuzený.